# Konrad Duden
Konrad Alexander Friedrich Duden (Gut Bossigt, 3 de janeiro de 1829 – Sonnenberg, 1 de agosto de 1911) foi um alemão estudioso da língua e gramática alemãs.

## Obras
- Anleitung zur Rechtschreibung, 18?? (Second Edition, 1878)
- Die deutsche Rechtschreibung. Abhandlung, Regeln und Wörterverzeichnis, Leipzig 1872 (so-called Schleizer Duden)
- Vollständiges Orthographisches Wörterbuch der deutschen Sprache, 1880 ISBN 3-446-20478-4
- Etymologie der neuhochdeutschen Sprache, 1893